# Hella Roth
Hella Roth, född den 21 september 1963 i Stuttgart, Tyskland, är en västtysk landhockeyspelare.
Hon tog OS-silver i damernas landhockeyturnering i samband med de olympiska landhockeytävlingarna 1984 i Los Angeles.